# Валкоцена (Белуно)
Валкоцена је насеље у Италији у округу Белуно, региону Венето.
Према процени из 2011. у насељу је живело 111 становника. Насеље се налази на надморској висини од 581 м.